# Boarmia destinataria
Boarmia destinataria är en fjärilsart som beskrevs av Achille Guenée 1858. Boarmia destinataria ingår i släktet Boarmia och familjen mätare. Inga underarter finns listade i Catalogue of Life.